# Vladimír I. Bulharský
Vladimír I. byl bulharský kníže v letech 889–893. Stal se jím poté, co jeho otec Boris I., za jehož panování přijala oficiálně bulharská říše křesťanství, odešel do kláštera. Vladimír se během své vlády pokusil obnovit pohanský kult v zemi a začal pronásledovat křesťany. Boris na synovo počínání zareagoval tím, že se z kláštera načas vrátil, Vladimíra sesadil a novým knížetem ustanovil svého nejmladšího syna Symeona.